# 소풍 (2001년 드라마)
《소풍》은 2001년 12월 26일부터 2001년 12월 27일까지 방영된 MBC 창사 40주년 특집 드라마이다. 삶을 충실하게 살던 중년여성이 삶을 마감하게 되면서 그녀와 가족들이 맞이하는 과정을 통해 가족의 의미를 조명해 보았다.

## 줄거리
인혜는 잡지사 편집장인 남편과 1남 1녀를 둔 평범한 40대 전업주부지만, 중풍으로 왼손만 쓸 수 있는 친정어머니를 보살펴야 하는 처지다. 어느날 인혜는 정옥의 물리 치료를 위해 병원에 갔다가 자신도 진찰을 받았는데 위암 말기라는 판정을 받게 된다.

## 등장 인물

### 주요 인물
- 고두심 : 인혜(43세) 역
- 정혜선 : 정옥(65세) 역 - 인혜의 친정어머니, 중풍 환자
- 정영숙 : 연자(50세) 역 - 종렬의 친모, 인혜 아버지의 첩
- 조경환 : 성훈(47세) 역 - 인혜의 남편, 신문사 편집장. 처가의 도움으로 고시공부를 해 마음의 빚이 있음.
- 이아현 : 주혜(38세) 역 - 인혜의 동생, 독신주의자, 현대 무용가
- 김유석 : 종렬(28세) 역 - 인혜의 이복동생
- 조미령